# Лян Чхун Хва
Лян Чхун Хва  (кор. 량춘화, 12 червня 1991) — корейська важкоатлетка, олімпійська медалістка.

## Виступи на Олімпіадах
| Олімпіада   | Вагова категорія | Місце |
| ----------- | ---------------- | ----- |
| Лондон 2012 | до 48 кг         | 3     |